# 小行星4189
小行星4189（英語：4189 Sayany）是一颗围绕太阳公转的小行星。1979年9月22日，尼古拉·切爾尼赫在克里米亚发现了此天体。
这颗小行星的绝对星等为126.7199322556576等。